# Mont-Valérien

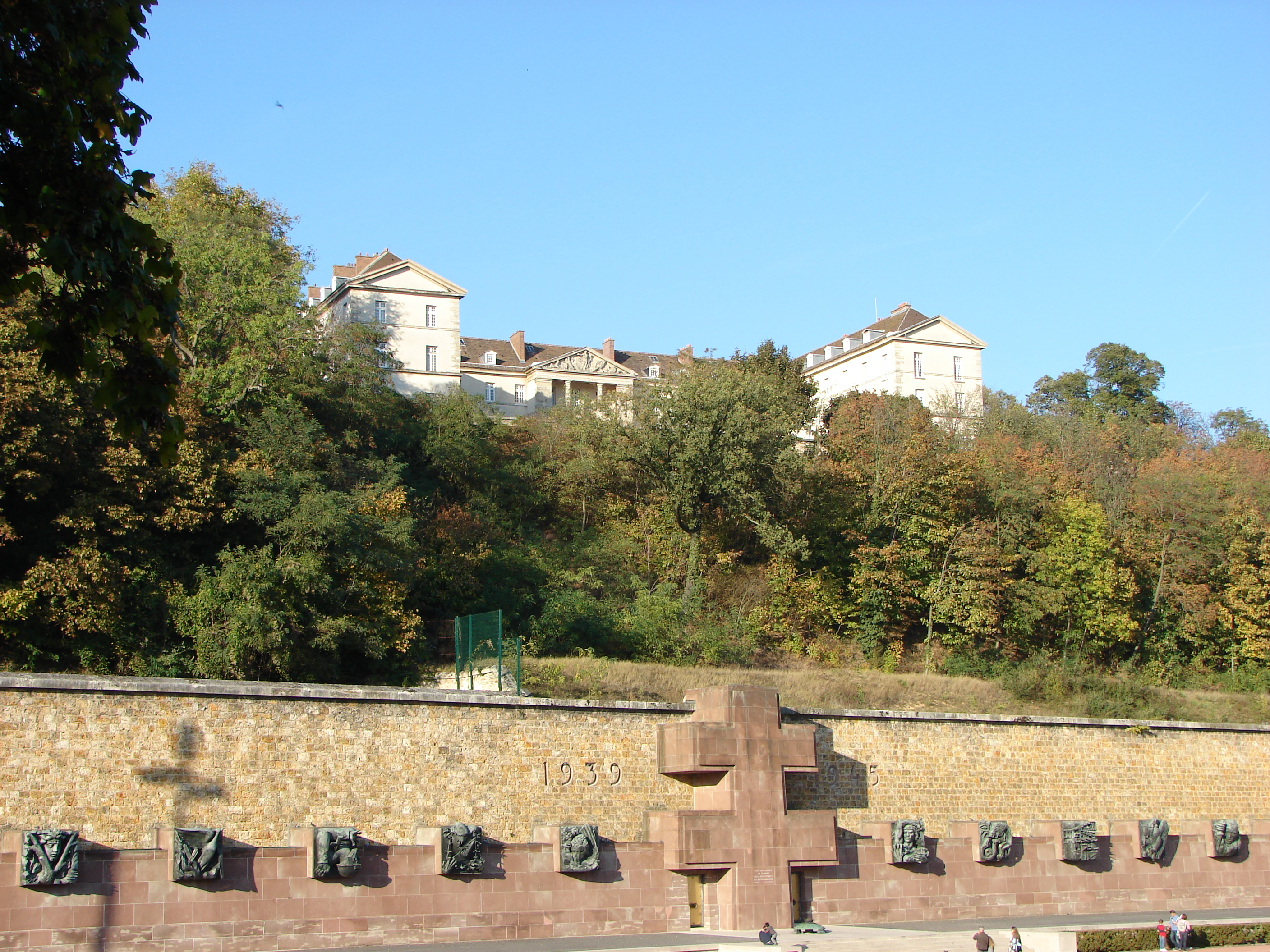
En av befästningens byggnader i bakgrunden och ett monument över stupade franska soldater i andra världskriget i förgrunden.

Mont-Valérien är ett befäst berg väster om Paris.
Från befästningarna här gjorde under tysk-franska kriget och Paris belägring de franska besättningstrupperna om 100 000 under befäl av Louis Jules Trochu ett misslyckat utbrytningsförsök den 19 januari 1871.